# Söğüt
Söğüt is een stad en een district in de Turkse provincie Bilecik.
De stad Söğüt was van 1299 tot 1335 de eerste hoofdstad van het Ottomaanse Rijk. De naamgever van het Rijk, Osman I, werd in 1258 in deze stad geboren.
Het district heeft een oppervlakte van 530,2 km². De bevolkingsontwikkeling van het district is weergegeven in onderstaande tabel.
| 1997   | 2000   | 2007   |
| ------ | ------ | ------ |
| 20.358 | 20.974 | 23.186 |